# Katanga (stát)
Katanga byl separatistický stát ve střední Africe v dnešní Demokratické republice Kongo. Moïse Tshombe 11. července 1960 vyhlásil nezávislost a stal se prezidentem. Stát zanikl 15. ledna 1963, kdy Konžská armáda s pomocí jednotky OSN dobyla Élisabethville, jeho hlavní město, a území státu se opět stalo konžskou provincií.